# Ян Бибиян (филм)
„Ян Бибиян“ е български игрален филм (семеен, фентъзи, мюзикъл) от 1985 година на режисьора Васил Апостолов, по сценарий на Атанас Ценев и Васил Апостолов. Оператор е Красимир Костов. Създаден е по романа „Ян Бибиян“ на Елин Пелин. Музиката във филма е композирана от Вили Казасян.

## Състав

### Актьорски състав
| Роля                 | Изпълнител |
| -------------------- | --- |
| Ян Бибиян            | Микаел Дончев |
| Фют                  | Маргарита Апостолова Ваня Сивинова Янко Гъделев |
| Попът                | Народен артист Георги Калоянчев |
| Майката на Ян Бибиян | Народна артистка Цветана Манева |
| Кацарят              | Никола Тодев |
| Майстор Франц        | Пламен Дончев |
| Мирилайлай           | Петър Пашов |
| Дявол главатар       | Людмил Николов Нели Лепоева Емилия Маленова |
| Фюфюнко              | Заслужил артист Иван Сивинов Мария Лазарова Нина Сивинова |
| Дявол крадец         | Иван Дипчиков Цветана Георгиева Цветана Балканджиева |
| Дявол убиец          | Стефан Балджиев Карп Карпов Нели Цветкова-Узунова |
| Дявол лъжец          | Панайот Панайотов Таня Иванова Нели Кьой |
| Зелената вещица      | Нина Сивинова Мария Лазарова |
| Виолетовата вещица   | Емилия Маленова Нели Лепоева |
| Враната              | Цветана Георгиева Иван Димитров |
| Иа                   | Яна Хаджиянкова |
| Люлю                 | Мария Лазарова |
| Любчо                | Никола Тупарев |
| Люлючета             | Ива Ташкова Павлина Китерска Емилия Попова Станка Златанова Гергана Димитрова Гергана Петрова Наташа Караатанасова Ана Бакова Радослава Василева                             |
| Деца                 | Мален Маленов Ралица Димитрова Владимир Апостолов Младен Станев Мария Джидрова Сивина Сивинова Андрей Мирчовски Георги Лазаров Станислава Лалева Марияна Личева Емил Филипов |
| В епизодите          | Мария Чапанова Ани Гунчева Александра Калоянова Красимира Апостолова Величка Будурова Маргарита Гешева                                                                       |

### Творчески и технически екип
| Режисьор            | Васил Апостолов                                                  |
| Сценарий            | Атанас Ценев Васил Апостолов                                     |
| Оператор            | Красимир Костов                                                  |
| Художник            | Борис Нешев                                                      |
| Художник на куклите | Любомир Цакев                                                    |
| Костюми             | Борис Нешев                                                      |
| Музика              | Вили Казасян                                                     |
| Звук                | Георги Кръстев                                                   |
| Редактор            | Иван Станев                                                      |
| Монтаж              | Тотка Кръстева                                                   |
| Директор            | Валентин Вълков                                                  |
| Втори режисьор      | Соня Василева                                                    |
| Втори оператор      | Стефан Кирилов                                                   |
| Втори художник      | Антония Ничева                                                   |
| Асистент-режисьори  | Елена Александрова Славчо Маленов                                |
| Асистент-оператори  | Людмил Христов Христо Александров Атанас Димитров                |
| Скриптър            | Нина Кирова                                                      |
| Тонтехници          | Панайот Касабов Тодор Душкин                                     |
| Гардероб            | Ани Николова                                                     |
| Грим                | Володя Димитров                                                  |
| Реквизит            | Васко Петков                                                     |
| Осветление          | Костадин Костадинов                                              |
| Комбинирани снимки  | Оператор: Иван Манев Художник: Бойко Янев                        |
| Организатори        | Видю Пенев Виолета Димитрова Маргарита Йовчева Валентина Наумова |
| Фотограф            | Станка Цонкова                                                   |
| Декор               | Недко Недков                                                     |
| Пиротехника         | Иван Ангелов                                                     |
| Кран                | Чавдар Минев                                                     |